# Fatty's Plucky Pup
Fatty's Plucky Pup er en amerikansk stumfilm fra 1915 af Fatty Arbuckle.

## Medvirkende
- Roscoe 'Fatty' Arbuckle som Fatty
- Phyllis Allen
- Joe Bordeaux
- Luke the Dog som Luke
- Edgar Kennedy